# Karel II. ze Schwarzenbergu
Karel II. Filip kníže ze Schwarzenbergu (německy Karl II. Borromäus Philipp Fürst zu Schwarzenberg; 21. ledna 1802 Vídeň – 25. června 1858 Vídeň) byl česko-rakouský šlechtic, generál a politik. Po rezignaci staršího bratra Bedřicha Karla převzal knížecí titul mladší rodové větve Schwarzenbergů s majetkem v jižních Čechách (Orlík nad Vltavou). Od mládí sloužil v rakouské armádě, nakonec dosáhl hodnosti polního zbrojmistra, zastával funkce místodržitele v Lombardii (1849–1851) a Sedmihradsku (1851–1858).

## Život

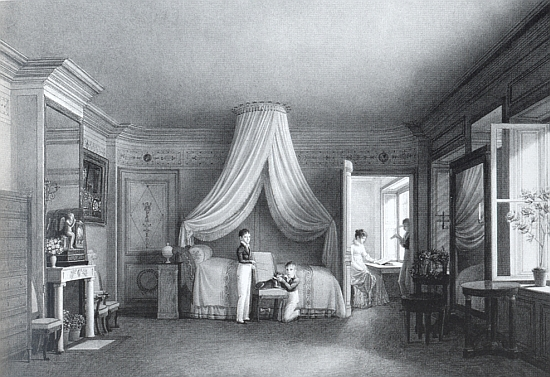
Karel Filip s matkou Marií Annou a bratry na rakouském velvyslanectví v Paříži, kde působil jejich otec. Rytina od Augusta Garnereye z roku 1812.

Pocházel z knížecího rodu Schwarzenbergů, náležel k orlické sekundogenituře. Narodil se ve Vídni jako druhorozený syn slavného vojevůdce napoleonských válek polního maršála knížete Karla Schwarzenberga (1771–1820) a jeho manželky Marie Anny, rozené hraběnky z Hohenfeldu (1767–1848).
 

V rodinné tradici sloužil od mládí v rakouské armádě, do které vstoupil v roce 1821 jako kadet u pěšího pluku Colloredo a již v roce 1823 byl hodnosti kapitána (Hauptmann) u 11. pěšího pluku. V roce 1831 byl povýšen na majora ve 42. pěším pluku v Terezíně. V roce 1834 byl povýšen do hodnosti plukovníka a velel 4. pěšímu pluku. V roce 1840 byl povýšen do hodnosti generálmajora s velením brigády v Brně. Od roku 1842 byl brigádním velitelem v Praze. Zde se také zúčastnil veřejného života, mimo jiné byl účastníkem zasedání Českého zemského sněmu. Od roku 1843 byl řádným členem c. k. vlastenecko-hospodářské společnosti. Zavedl chov ovcí Merinos.

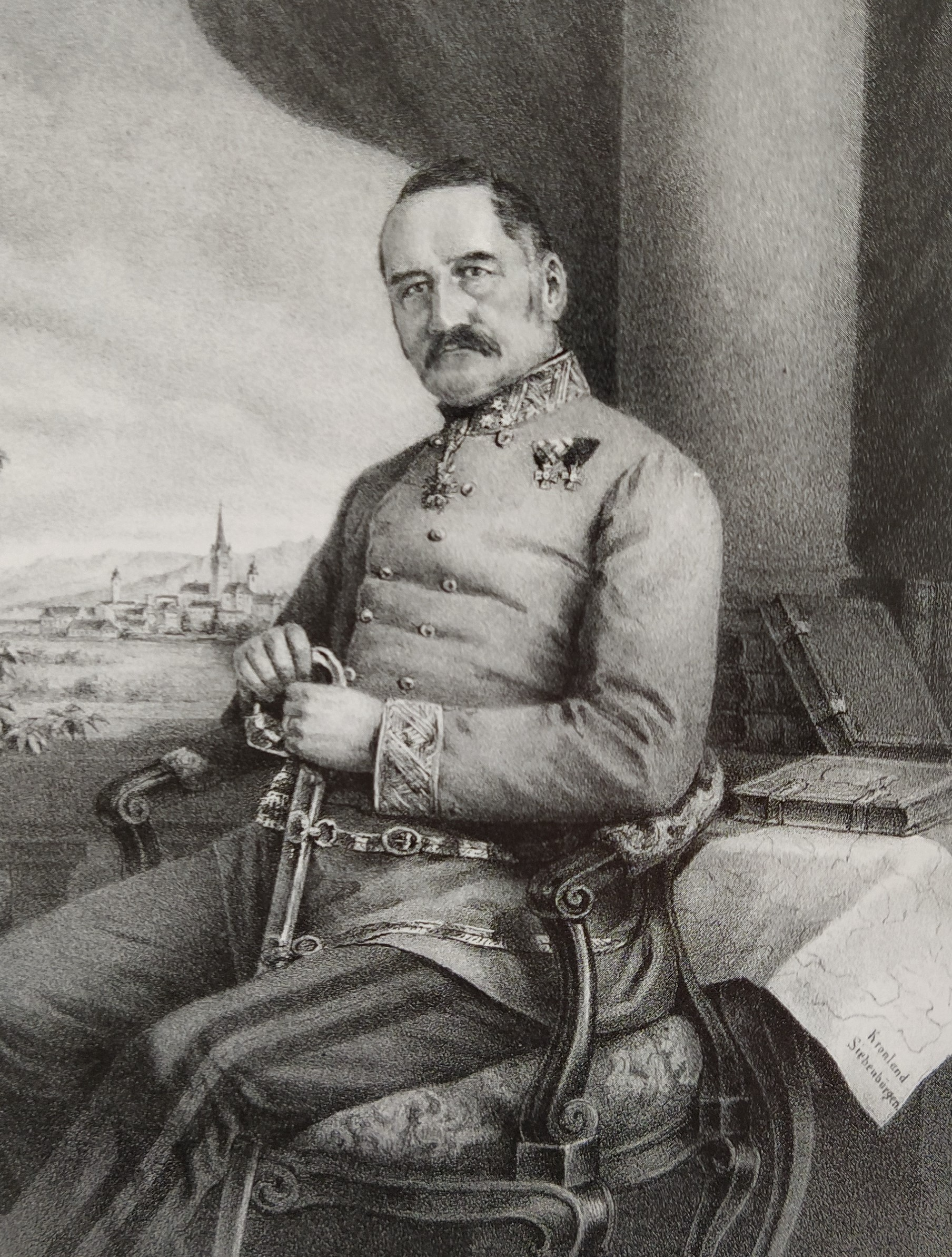
Karel II. kníže ze Schwarzenbergu jako guvernér v Sedmihradsku

V únoru 1848 byl povýšen do hodnosti polního podmaršála a v v revolučním roce 1848 stál v čele divize pod velením polního maršála Radeckého. Po válce se stal vojenským a civilním guvernérem 

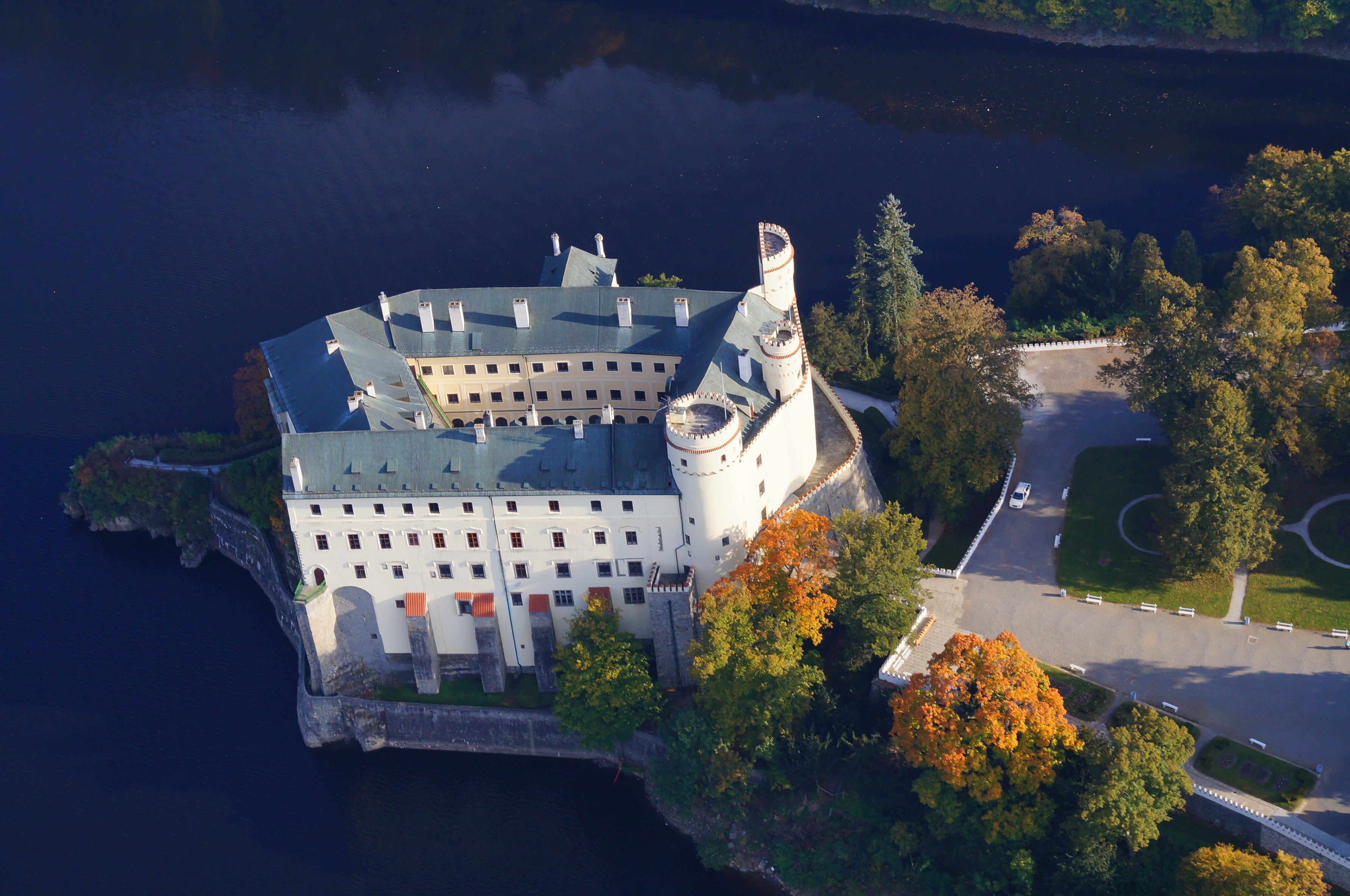
Zámek Orlík, hlavní sídlo mladší knížecí linie Schwarzenbergů

Lombardie (1849–1851). V roce 1851 byl jako vrchní velitel a guvernér přeložen do Sedmihradska, kde byl ve zcela neznámém prostředí konfrontován se složitou situací v otázce mnohonárodnostního složení obyvatelstva a jeho příslusnoští k různým náboženstvím. Do funkce sedmihradského místodržitele byl vybrán s ohledem na svou příslušnost k nejvyšší šlechtě, vzdělání a předchozí zkušenosti z Lombardie. Podařilo se mu eliminovat napětí mezi Sedmihradským knížectvím a Uherským královstvím. V roce 1854 byl povýšen do hodnosti c. k. polního zbrojmistra.
Zemřel ve Vídni, původně byl pohřben v kostele sv. Jiljí v Domaníně u Třeboně, v roce 1864 byly jeho ostatky převezeny do nově vysvěcené rodové hrobky na Orlíku.

## Tituly a vyznamenání
Jako hlava sekundogenitury rodu Schwarzenbergů užíval titul knížete s nárokem na oslovení Jasnost (německy Seine Durchlaucht). Ve funkci guvernéra v Lombardii obdržel v roce 1849 titul c. k. tajného rady. Během vojenské kariéry získal několik vysokých vyznamenání v Rakousku i v zahraničí a v roce 1852 byl dekorován prestižním Řádem zlatého rouna. Od roku 1847 byl čestným majitelem pěšího pluku č. 19.

### Rakouské císařství
- Řád zlatého rouna (1852)
- Řád železné koruny I. třídy (1851)
- Vojenský záslužný kříž (1849)
- komandérský kříž Leopoldova řádu (1848)

### Zahraničí
- Řád svaté Anny I. třídy (Rusko)
- Řád sv. Stanislava I. třídy (Rusko)
- velkokříž Řádu Pia IX. (Papežský stát)

## Rodinné a majetkové poměry
Po rezignaci staršího bratra Bedřicha Karla se stal hlavou mladší linie Schwarzenbergů, nositelem knížecího titulu a majitelem panství Orlík nad Vltavou s hradem Zvíkov, Sedlec u Kutné Hory, dále vlastnil Murau ve Štýrsku. Na zámku Orlík zahájil novogotickou přestavbu dokončenou až po jeho smrti (1849–1860, architekt Bernhard Grueber).
K významnému rozšíření rodového majetku v jižních Čechách přispěl svým sňatkem. Dne 26. července 1823 se v Praze oženil s Josefinou Marií Vratislavovou z Mitrovic (16. 4. 1802 Praha – 17. 4. 1881 Praha). Byla dcerou dlouholetého zemského maršálka Českého království Josefa Antonína Vratislava z Mitrovic. Po otci byla dědičkou panství Čimelice, Osov a Tochovice, byla také c. k. palácovou dámou a dámou Řádu hvězdového kříže. Z tohoto sňatku vzešel syn a dvě dcery.
- 1. Karel III. Josef Adolf (5. 7. 1824 Praha – 29. 3. 1904 Praha), 4. kníže ze Schwarzenbergu 
  - ∞ (5. 3. 1853 Praha) Vilemína z Oettingen-Oettingenu a Oettingen-Wallersteinu (30. 12. 1833 Praha – 18. 12. 1910 Praha)
- 2. Gabriela (23. 12. 1825 Praha – 26. 11. 1843 Orlík, pohřbena v Čimelicíh a od roku 1864 v Orlíku), zahynula tragicky
- 3. Anna Maria (20. 2. 1830 Praha – 11. 2. 1849 Praha, pohřbena v Mnichově Hradišti) 
  - ∞ (14. 5. 1848 Praha) Arnošt Antonín z Waldstein-Wartenbergu (10. 10. 1821 Praha – 1. 8. 1904 Praha)

Vysokých hodností v rakouské armádě dosáhli jeho bratři Bedřich Karel (1800–1870) a Leopold Edmund (1803–1873). Vlivné příbuzenské vazby získal také svým sňatkem s Josefínou Vratislavovou, jeho švagry byli kníže Josef z Ditrichštejna (1798–1858) a generál Ferenc Gyulai (1798–1868).